# 北海道道795号共和鶉線
北海道道795号共和鶉線（ほっかいどうどう795ごう きょうわうずらせん）は、北海道檜山郡厚沢部町内を結ぶ一般道道（北海道道）である。

## 概要
いわゆる「盲腸線」ではあるが、起点から先は町道となっていて、そこから先の厚沢部町清水にある北海道道67号八雲厚沢部線に間接接続している。

### 路線データ
- 起点：北海道檜山郡厚沢部町共和
- 終点：北海道檜山郡厚沢部町鶉町[1][2]（国道227号交点）
- 総延長：6.482 km
- 実延長：6.469 km
- 重用延長：0.013 km

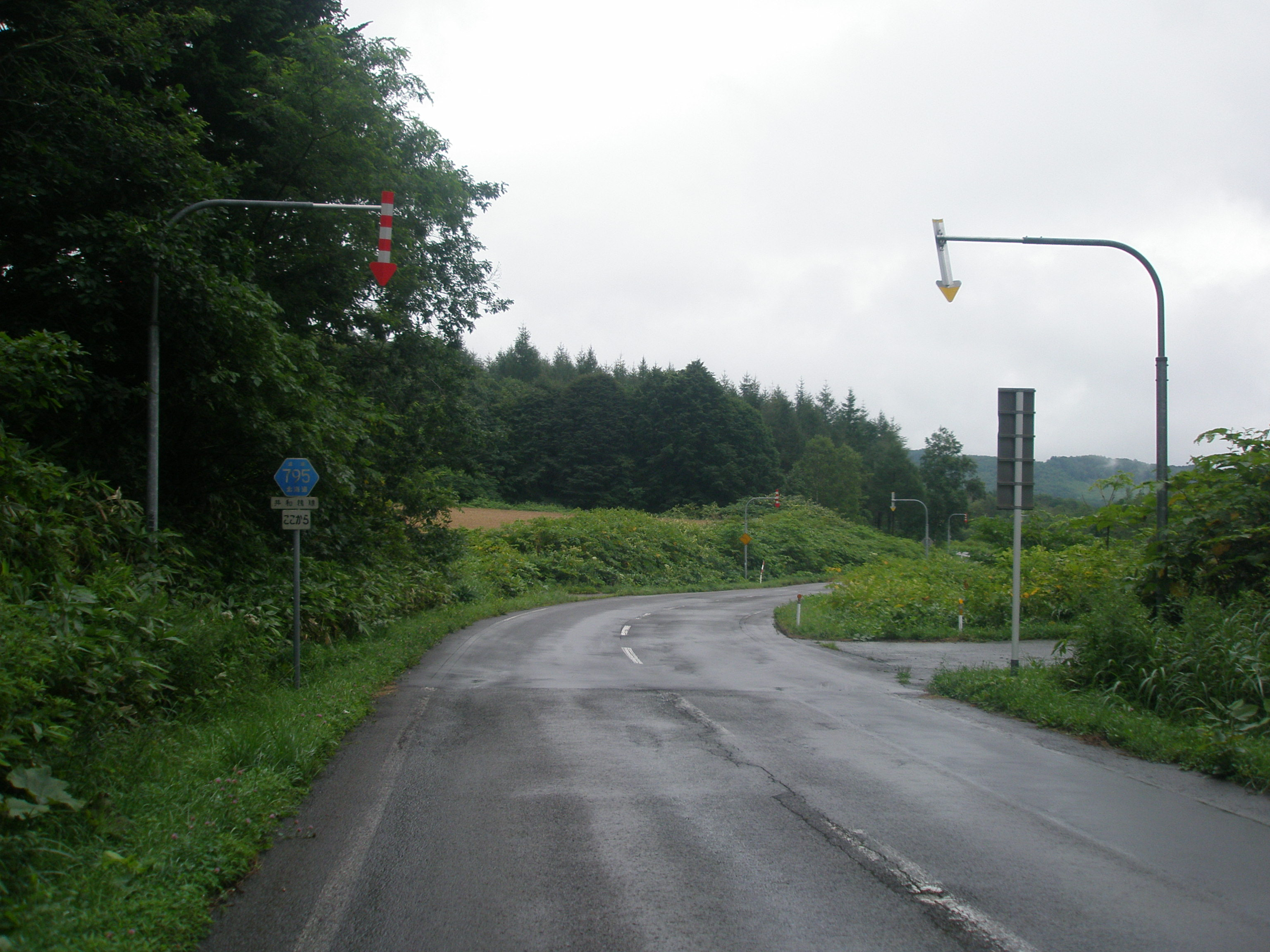
北海道道795号共和鶉線・起点（町道側から、2018年8月撮影）
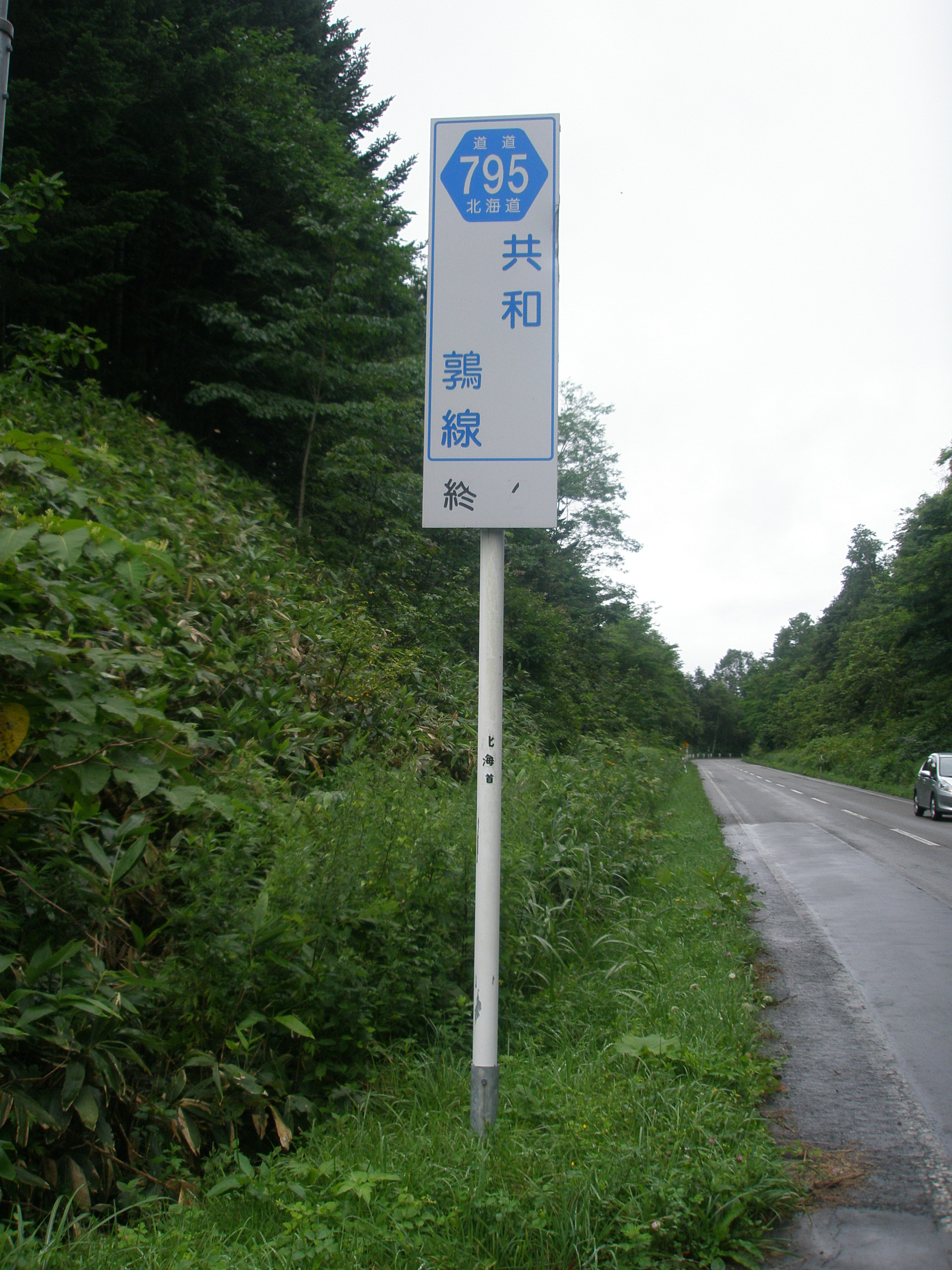
北海道道795号共和鶉線・起点の道道番号・路線名標識（終点側から、2018年8月撮影）一部消えかけているが、標識下部に「終り」と表記されている
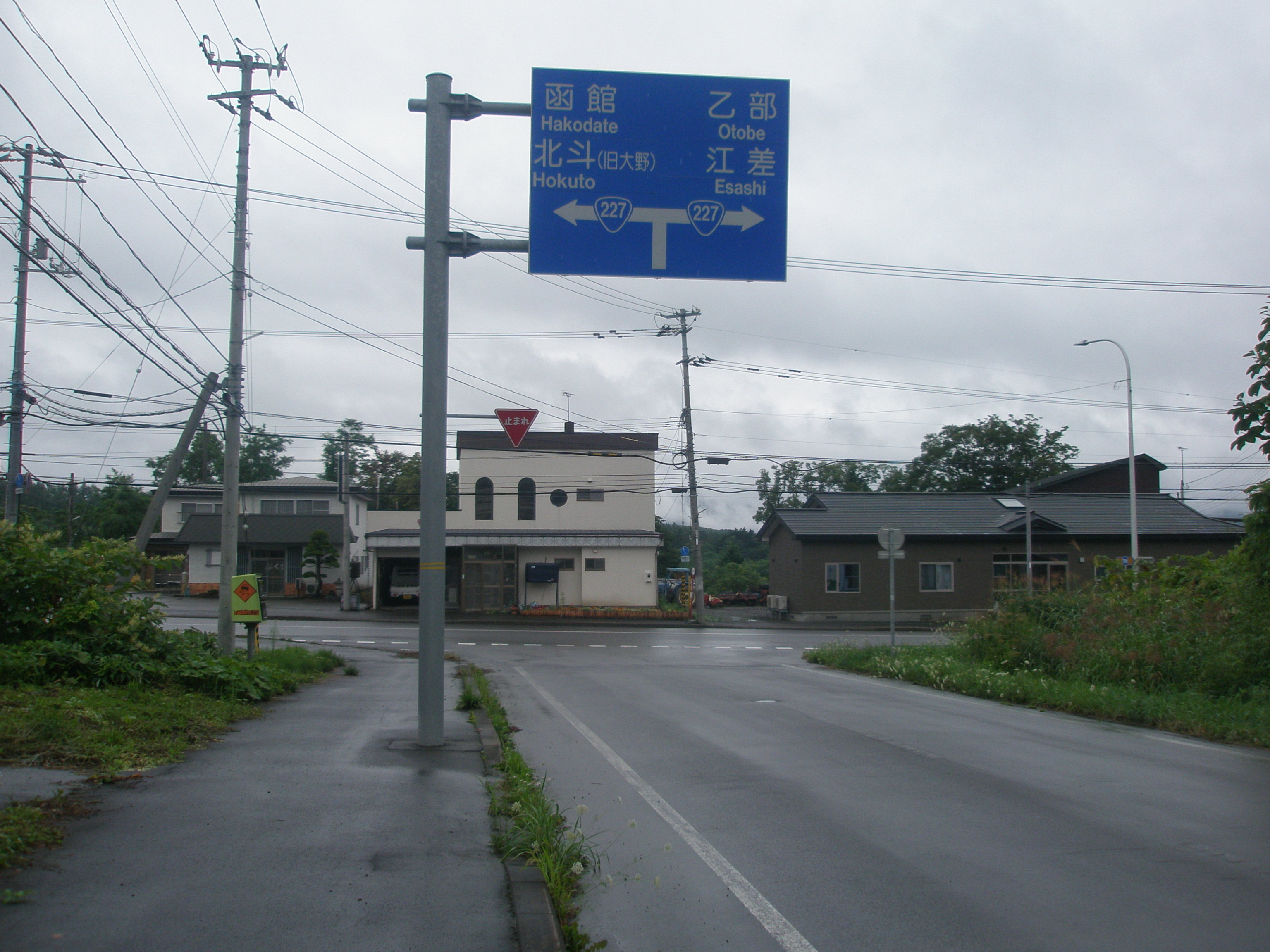
北海道道795号共和鶉線・終点（国道227号交点）（2018年8月撮影）

## 歴史
- 1973年（昭和48年）3月31日 - 路線認定[3]。

## 地理

### 通過する自治体
- 檜山振興局
  - 檜山郡厚沢部町

### 交差する道路
厚沢部町
- 国道227号 - 鶉町（終点）[1][2]

### 沿線にある施設など
厚沢部町
- 函館方面江差警察署鶉駐在所 - 鶉町257-1[4]